# Lebendiges Museum Online
Das Lebendige Museum Online (LeMO) ist ein seit 1999 betriebenes Online-Portal zur deutschen Geschichte des 19. Jahrhunderts bis heute.

## Entstehung und Geschichte
LeMO entstand im Jahr 1998 und ist seit 1999 online. Es gehört zu den ältesten deutschen Museumswebsites. Drei Bundesinstitutionen, die Stiftung Deutsches Historisches Museum, die Stiftung Haus der Geschichte der Bundesrepublik Deutschland und das Bundesarchiv sind Kooperationspartner der Website.
Als „virtuelle Ausstellung“ ging LeMO im Januar 1999 online, damals noch als Kooperationsprojekt zwischen dem Haus der Geschichte der Bundesrepublik Deutschland, dem Deutschen Historischen Museum und dem Berliner Fraunhofer-Institut für Software und Systemtechnik und einem Gesamtetat von 3 Millionen DM. Die offizielle Eröffnung fand am 21. Januar 1999 in einem Festakt im Deutschen Historischen Museum statt. Projektleiter in Bonn war Jürgen Reiche, Abteilungsleiter Ausstellungen, Projektleiter in Berlin war Burkhard Asmuss. Die Inhalte vom 19. Jahrhundert bis zum 8. Mai 1945 erarbeitet und verantwortet bis heute das DHM, alle Inhalte ab Kriegsende stammen vom LeMO-Team im Haus der Geschichte. An der URL einer LeMO-Seite lässt sich erkennen, welches Haus für die Inhalte verantwortlich ist: Mit hdg.de/lemo/ beginnende Seiten stammen von der LeMO-Redaktion der Stiftung Haus der Geschichte, während solche mit dem Präfix dhm.de/lemo/ vom Deutschen Historischen Museum verantwortet werden.
Das Portal bestand bereits zum Start 1999 aus über 4.000 Einzelseiten, über 400 digitalisierten Film- und Tonaufnahmen und zusätzlich 13 „dreidimensionalen Erlebniswelten“ – in VRML programmierte virtuelle 3D-Animationen verschiedener Räume, die jeweils für eine geschichtliche Epoche standen, durch die man sich ähnlich wie bei Computerspielen der Zeit durchklicken konnte. Somit hob sich LeMO von den bis dahin üblichen HTML-Museumsseiten, die Bilder von Ausstellungsobjekten mit Texten verknüpften, ab und galt als höchst innovatives Online-Projekt in der Museumslandschaft. Allerdings wurde das Projekt aufgrund seiner technischen Komplexität in den Anfangstagen auch kritisiert: Die zu anspruchsvolle Technik frustriere User, die nur über durchschnittliche technische Möglichkeiten verfügten, weil die technisch aufwändig realisierten 3D-Welten für sie verschlossen blieben.
Neben den virtuellen Räumen bestand LeMO in der ersten Variante aus Überblickskapiteln zur deutschen Geschichte und bot Objekte, Dokumente sowie Ton- und Filmmedien. Zudem gab es zeitweilig Webcams in den zwei Museen und somit Livebilder aus den Ausstellungen zu sehen. Im Jahr 2000 wurde das Projekt um wöchentliche Quiz- und Meinungsumfragen ergänzt.

### Zeitzeugenberichte
Außerdem kam als große Neuerung der Zeitzeugenbereich „Kollektives Gedächtnis“ dazu, für den Zeitzeugen aus ganz Deutschland Text- und Bildbeiträge zur deutschen Geschichte des 19. und 20. Jahrhunderts einreichten und einreichen. Sie umfassen persönliche Erinnerungen, Briefe und Tagebucheinträge. Die LeMo-Redaktion übernimmt ausgewählte Berichte, ohne sich damit zu identifizieren. Die Verfasser sind für die Berichte verantwortlich. In Pilotschulen wurde das Projekt im Unterricht eingesetzt.
LeMO gewann als innovatives Web-Projekt in den Anfangsjahren mehrere Medienpreise.

### LeMO lernen
Aufgrund der hohen Resonanz, vor allem von Seiten von Schülerinnen und Schülern, wurde von 2002 bis 2005 in Kooperation mit dem Ernst Klett Schulbuchverlag, Stuttgart und Leipzig, und gefördert durch das Bundesministerium für Bildung und Forschung, das Projekt „LeMO Lernen“ gestartet, bei dem eine Lernsoftware für den Geschichtsunterricht in der 10. Klasse entwickelt wurde.
2012 begannen die Vorbereitungen für einen großen LeMO-Relaunch unter der Projektleitung von Ruth Rosenberger (Stiftung Haus der Geschichte), sowie Arnulf Scriba und Dorlis Blume (Deutsches Historisches Museum). Das Online-Portal sollte inhaltlich, grafisch und technisch grundlegend modernisiert werden. Zudem sollten Inhalte der neuen Dauerausstellungen der Stiftung Haus der Geschichte in Leipzig und Berlin ebenfalls in LeMO repräsentiert werden. Neue Rubriken wie Querschnittsthemen und umfangreiche didaktische Materialien wurden erarbeitet. Durch die neue Kooperation mit dem Bundesarchiv kam ein großes Konvolut an historischen Dokumenten und Bildern neu zu LeMO hinzu.
Mit dem Relaunch im September 2014 unternahm LeMO einen großen Schritt ins Zeitalter der zielgruppenspezifischen, digitalen Vermittlung von Geschichte. LeMO wurde grundlegend überarbeitet: Konzept, Technik und Grafik sowie Ausrichtung an den Anforderungen mobiler Nutzer.  Seit dem Relaunch versteht sich LeMO als „work in progress“-Projekt, das ständig überarbeitet, ergänzt und erweitert wird. Kulturstaatsministerin Monika Grütters MdB schaltete das neue Portal am 17. September 2014 bei der offiziellen Relaunch-Veranstaltung im Tränenpalast in Berlin frei.   Nach dem Relaunch erhielt die Stiftung Haus der Geschichte für LeMO als erste Kultureinrichtung überhaupt den Sonderpreis „Master of Communication Europe“ im Meisterwettbewerb „Corporate Media“.
LeMO hat sich in Schule und Universität genauso wie im Netz mit fundierten und attraktiven Inhalten als eigene Marke etabliert.

## Finanzierung
Nachdem LeMO von 1999 bis 2005 in mehreren Phasen von Drittmitteln finanziert wurde, unter anderem unterstützt vom Bundesministerium für Bildung und Forschung, vom Ernst Klett-Schulbuchverlag und vom Verein zur Förderung eines Deutschen Forschungsnetzes sowie einer Tochtergesellschaft der Telekom (Berkom), tragen seit 2005 die Stiftung Haus der Geschichte und die Stiftung Deutsches Historisches Museum das Projekt eigenständig.

## Inhalte und Nutzung
LeMO geht ein auf die deutsche Geschichte im 19., 20. und 21. Jahrhundert. Verantwortlich für die Darstellung der Zeit vor 1945 zeichnet die Stiftung Deutsches Historisches Museum. Die Stiftung Haus der Geschichte der Bundesrepublik Deutschland bearbeitet die Zeit nach dem Ende des Zweiten Weltkrieges bis in die Gegenwart hinein. Bilder, Dokumente und Medien stellt das Bundesarchiv zur Verfügung.
LeMO umfasst über 1.350 Kapitelseiten, mehr als 6.000 Objekt-Seiten, darunter auch 360-Grad-Objekte, 100 Videos, 200 Audios, 900 Biografien, 600 Zeitzeugen-Beiträge, 200 Dokumente und mehr als 170 Jahreschroniken. Thematische Kapitel ergänzen die chronologische Darstellung, ebenso wie die „Lernen“-Seiten, die didaktische Tipps für die Arbeit mit LeMO in der Schule und in den Museen bieten. LeMO umfasst den Zeitraum vom 19. Jahrhundert bis in die Gegenwart.
Die Hauptbereiche sind chronologische Kapitel, die sich über einen Zeitstrahl ansteuern lassen, Themen, Zeitzeugen, Objektseiten, LeMO Lernen und die LeMO Suche.
LeMO stellt seine Texte unter Creative Commons CC-BY-SA 4.0-Lizenz zur Weiternutzung frei. Bilddateien können nicht unter CC-Lizenz gestellt werden, da die Stiftungen in der Regel nicht die Nutzungsrechte-Inhaber des Bildmaterials sind. Die Objektseiten enthalten Angaben zu Urheber und Lizenzinhaber des Bildmaterials. Bei Unklarheiten lässt sich durch Anfragen an die digitalen Bildarchive der Stiftungen klären, inwieweit Bildmaterial aus LeMO für andere Projekte genutzt werden kann. Die bis heute gültige E-Mail-Adresse für Fragen an das LeMO-Team sorgte früh für direkten Austausch der User mit den LeMO-Teams in Bonn und Berlin.
Multiplikatoren bietet das Lebendige Museum Online Lehrmaterialien.
LeMO Kapitel
Die chronologische Darstellung der deutschen Geschichte lässt sich über den Zeitstrahl navigieren, der sich unter dem Hauptmenü auf allen Kapitelseiten findet. Die in mehr als 1.350 Kapitelseiten behandelten Epochen sind „Vormärz + Revolution“ (1815–1850), „Reaktionszeit“ (1850–1871), „Kaiserreich“ (1871–1914), „1. Weltkrieg“ (1914–1918), „Weimarer Republik“ (1918–1933), „NS-Regime“ (1933–1939), „2. Weltkrieg“ (1939–1945), „Nachkriegsjahre“ (1945–1949), „Geteiltes Deutschland“ (1949–1989) – dieser Abschnitt ist unterteilt in die Unterepochen „Gründerjahre“ (1949–1961), „Modernisierung“ (1961–1973) und „Krisenmanagement“ (1973–1989) – „Deutsche Einheit“ (1989–2001) und „Globalisierung“ (seit 2001). Einen Überblick über die jeweilige Epoche gibt der Button „Kapitelüberblick“. Die Kapiteltexte bieten verlässliche, von Historikern recherchierte Informationen. Am Seitenfuß befinden sich die Angaben zu den Autoren des Textes und das Verfassdatum.
LeMO Objekte
Die Objektseiten in LeMO zeigen Objekte aus den Sammlungen der Kooperationspartner und binden diese in den historischen Kontext ein. Neben inhaltlicher Erläuterung der Objekte finden sich auf den Seiten zusätzlich sammlungsrelevante und -rechtliche Informationen zu den Ausstellungsstücken. Damit bietet LeMO neben dem historischen Kontext auch einen Einblick in die Bestände der beteiligten Häuser. Die Verwendung von Schlagwörtern auf den Objektseiten hilft, weitere Seiten auf LeMO zu recherchieren. Auf 360-Grad-Objektseiten können die dargestellten Objekte vom User gedreht und somit von allen Seiten betrachtet werden.
LeMO Jahreschroniken
Über das Chronikrad rechts auf den Kapitelseiten gelangen Sie zu den Jahreschroniken. Auf der Chronikseite sind die wichtigsten Ereignisse eines Jahres aufgelistet. Die Sprungmarken unter dem Titel führen zu den einzelnen Monaten. Momentan sind Jahreschroniken von 1848 bis 2014 umgesetzt.
LeMO Zeitzeugen
Zeitzeugen berichten auf LeMO über ihre Erfahrungen. Diese Beiträge stammen immer vom Zeitzeugen selbst: entweder retrospektiv festgehalten oder als unmittelbarer Erlebnisbericht in Form von Tagebucheinträgen oder Briefen. Die LeMO-Teams nehmen fortlaufend neue Zeitzeugenbeiträge auf. Geplant ist, neben den schriftlichen und bildlichen Zeitzeugen-Beiträgen, zukünftig auch Zeitzeugen-Videos in LeMO zu integrieren.
LeMO Themen
Die „Themen“ ergänzen die Darstellung in den chronologischen Kapiteln. Mit gezielten Fragen werden hier historische Ereignisse in größere Zusammenhänge gestellt. Die Inhalte hierfür werden von beiden Häusern gemeinsam erstellt.
LeMO Lernen
Der seit 2014 neue Bereich LeMO Lernen bietet didaktisches Material für die Vor- und Nachbereitung eines Museumsbesuchs. Außerdem gibt LeMO Lernen Tipps, wie man LeMO in den Schulunterricht integrieren kann. Zur Auswahl stehen Inhalte aus allen Häusern für unterschiedliche Altersgruppen. Alle LeMO Lernen-Materialien gehen von ausgewählten Objekten aus. Die Auswahl der Objekte orientiert sich an den einschlägigen Lehrplänen für Geschichte nach 1945. Das LeMO-Lernen-Angebot kann als Einstieg oder auch als Vertiefung im Unterricht benutzt werden. Zu jedem Objekt findet sich eine kurze Einordnung in den historischen Kontext und Nutzungsszenarien für den Unterricht und für den Museumsbesuch.
LeMO Bestand und Suche
Im „Bestand“ kann man sowohl nach eigenen Begriffen suchen, oder man lässt sich alle Objekte einer bestimmten Objektgruppe anzeigen. Die Suche hilft dabei, gezielt Inhalte in LeMO aufzufinden. LeMO bietet eine so genannte facettierte Suche. Sie ist einfach und effektiv, indem sie die jeweilige Treffermenge anhand ihrer Schlagwörter für den Nutzer immer weiter einschränkt. Durch erneuten Klick auf eine Facette, wird diese wieder deaktiviert. Die Suche ist von jeder Seite aus über die Lupe am oberen rechten Bildschirmrand zu erreichen.